# Capitoli di Noragami

Copertina del primo volume dell'edizione italiana curata da GP Publishing, raffigurante i protagonisti Yato, Hiyori e, al centro, Yukine nella sua forma di spada

Questa è la lista dei capitoli di Noragami, manga shōnen scritto e disegnato da Adachitoka.
Il manga è stato serializzato sulla rivista Monthly Shōnen Magazine di Kōdansha dal 6 dicembre 2010 al 6 gennaio 2024. Il primo volume tankōbon è stato pubblicato da Kōdansha il 15 luglio 2011 e al 16 febbraio 2024 ne sono stati messi in vendita in tutto ventisette.
L'edizione italiana venne inizialmente curata da GP Publishing e in seguito sospesa; successivamente, Planet Manga ha ripreso la pubblicazione della serie da aprile 2017 a luglio 2024.

## Volumi 1-10
| 1  | 15 luglio 2011 | ISBN 978-4-06-371294-0                                                      | 6 ottobre 2012 (GP Publishing) 27 aprile 2017 (Planet Manga) (ed. regolare & limitata) | ISBN 978-88-6468-908-1 (ed. regolare) ISBN 978-88-912-6532-6 (ed. limitata) |
| 1  | Capitoli - 01. L'uomo in tuta (ジャージのひと?, Jāji no hito) - 02. Un gatto domestico, un dio randagio e una coda (家猫と野良神と尻尾?, Ieneko to noragami to shippo) - 03. Come neve (雪のような?, Yuki no yōna) |                                                                             |                                                                                        |                                                                             |
| 1  | Trama Yato è un dio minore che cerca di guadagnarsi da vivere esaudendo richieste di ogni tipo per soli cinque yen. Dopo aver aiutato una studentessa, il suo shinki Tomone, ossia lo strumento divino che Yato usa per combattere gli ayakashi, decide di licenziarsi dal dio, viste le pessime condizioni in cui vivono. Rimasto solo, Yato accetta di cercare il gatto di un bambino; durante la ricerca, il dio si imbatte in Hiyori, una studentessa delle medie. Mentre Yato rincorre il gatto in mezzo alla strada, Hiyori, vedendolo, lo spinge via per evitare che venga investito da un autobus. La ragazza sembra essere uscita indenne dall'incidente, ma si ritrova ad osservare il suo corpo dall'esterno. Risvegliatasi in ospedale, Hiyori non riesce a ricordarsi di Yato e di ciò che è accaduto. Tuttavia, dopo essere stata dimessa, la ragazza si rende conto di provare una forte sonnolenza e, senza accorgersene, si separa dal suo corpo. Imbattendosi di nuovo in Yato, il dio le spiega che dopo l'esperienza traumatica è in grado di separare la propria anima del corpo, diventando così un abitante della "fenditura", cioè un essere a metà tra il mondo umano e il mondo degli ayakashi come lui e gli shinki. Hiyori inizia dunque a vedere quelle creature dapprima nascoste, e, mentre una sera la ragazza si trova ad affrontare una "tormenta" di spiriti, Yato la salva trasformando un'anima nel suo nuovo strumento divino, Sekki. |                                                                             |                                                                                        |                                                                             |
| 2  | 17 ottobre 2011 | ISBN 978-4-06-371308-4                                                      | 22 dicembre 2012 (GP Publishing) 25 maggio 2017 (Planet Manga)                         | ISBN 978-88-6468-909-8                                                      |
| 2  | Capitoli - 04. Un po' di provvidenza divina (幾つかの神慮?, Ikutsuka no shinryo) - 05. Linea di confine (境界線?, Kyōkaisen) - 06. Qualcuno di cui aver paura (コワイヒト?, Kowai hito) - 07. Lui chi è? (誰そ彼?, Dare so kare) |                                                                             |                                                                                        |                                                                             |
| 2  | Trama Yato, in compagnia del suo shinki Yukine, cerca di trovare una soluzione alla condizione di Hiyori. Mentre la ragazza inizia a scoprire le figure che vivono nella fenditura e il passato di Yato, il dio si trova in difficoltà a gestire Yukine, considerata l'età difficile in cui la sua anima è stata bloccata quando il ragazzo è morto. Yato, indebolito dalle cattive azioni di Yukine, si trova anche a scappare dalla dea Bishamon, che cerca vendetta per fatti successi secoli prima. Hiyori allora si rivolge alla dea Kofuku e al suo strumento Daikoku, i quali salvano Yato aprendo un varco e facendo fuoriuscire degli ayakashi. Yato, mentre cerca di purificarsi dalla corruzione su di sé, incontra una vecchia conoscenza, Nora. |                                                                             |                                                                                        |                                                                             |
| 3  | 17 febbraio 2012 | ISBN 978-4-06-371323-7                                                      | 25 maggio 2013 (GP Publishing) 29 giugno 2017 (Planet Manga)                           | ISBN 978-88-6634-453-7                                                      |
| 3  | Capitoli - 08. Giorni di tormenta (時化る日のノラたち?, Shikeru hi no noratachi) - 09. Un essere tabù (忌むべき者?, Imubeki mono) - 10. Oltrepassare la linea (一線を越えて?, Issen o koete) - 11. Il nome (名前?, Namae) |                                                                             |                                                                                        |                                                                             |
| 3  | Trama Hiyori e Yukine scoprono dell'esistenza di Nora, uno strumento divino "randagio" che risponde a più padroni e di cui Yato si è servito per compiere gesti poco ortodossi. Hiyori viene anche a sapere da uno degli strumenti di Bishamon, Kazuma, che se Yukine continuerà ad avere comportamenti e pensieri sbagliati, il dio potrà anche morirne. Dopo l'ennesima azione di vandalismo di Yukine, che non riesce ad accettare l'idea di essere morto e non poter più vivere una vita normale, Yato perde completamente le forze, logorato dalla corruzione prodotta dal suo strumento. Hiyori porta dunque il dio da Kofuku, chiedendo aiuto, la quale annuncia che l'unico modo per salvare Yato è punire Yukine attraverso un misogi. Così, mentre Daikoku va in cerca di altri due strumenti divini per praticare il rituale e convince Mayu (precedentemente Tomone) a partecipare al rituale del suo vecchio padrone, Hiyori si mette in contatto con Kazuma. I tre strumenti praticano quindi il rituale, ma Yukine è ormai prossimo a trasformarsi in un ayakashi, divorato dalla rabbia. Hiyori interviene e riesce a placare l'animo del ragazzo, salvando lui e Yato. |                                                                             |                                                                                        |                                                                             |
| 4  | 15 giugno 2012 | ISBN 978-4-06-371336-7                                                      | 30 dicembre 2014 (GP Publishing) 27 luglio 2017 (Planet Manga)                         | ISBN 978-88-6883-136-3                                                      |
| 4  | Capitoli - 12. Tagliare o non tagliare? (きる、きらない?, Kiru, kiranai) - 13. Presagi (兆し?, Kizashi) - 14. I suoi ricordi (彼女の思い出?, Kanojo no omoide) - 15. Cose che appassiscono (枯れゆくもの?, Kare yuku mono) |                                                                             |                                                                                        |                                                                             |
| 4  | Trama Dopo il misogi, il rapporto tra Yato e Yukine è migliorato; il ragazzo lavora part-time per risarcire i furti commessi e intanto prende lezioni da Hiyori sugli argomenti delle medie. Yato, però, è preoccupato dal fatto che Hiyori si stia avvicinando troppo al loro mondo e, anche grazie ai consigli di Tenjin, decide di evitare la ragazza. Nel frattempo, Kazuma cerca di far reagire Bishamon, che, pur di non creare squilibri tra i suoi strumenti, nasconde le sue sofferenze. La dea viene curata dallo strumento Kugaha, che tuttavia si dimostra essere in combutta con Nora. Mentre quest'ultima avvicina Yato, il medico cerca di indebolire ulteriormente la dea usando gli strumenti stessi, ossia uccidendo Suzuha e nascondendo la corruzione di Aiha. Kugaha, infatti, vorrebbe far rinascere la dea così da prendere il posto di Kazuma come sua guida; Kazuma, intanto, inizia a sospettare delle pessime condizioni di Bishamon, ma non riesce a risolvere la situazione. Yato ha un confronto con Kugaha, dal quale capisce che dietro allo strumento c'è il "Padre", la figura che manovra anche Nora. |                                                                             |                                                                                        |                                                                             |
| 5  | 17 ottobre 2012 | ISBN 978-4-06-371350-3                                                      | 20 maggio 2015 (GP Publishing) 31 agosto 2017 (Planet Manga)                           | ISBN 978-88-6883-267-4                                                      |
| 5  | Capitoli - 16. Inferno (地獄?, Jigoku) - 17. Qualcuno su cui contare (寄る辺を求めて?, Yorube o motomete) - 18. Spada sguainata (抜き身?, Nuki mi) - 19. Preghiera (願?, Negai) |                                                                             |                                                                                        |                                                                             |
| 5  | Trama Hiyori rassicura Yato che non si dimenticherà mai di lui e Yukine. Nel frattempo, Kugaha porta avanti il suo piano per separare Bishamon da Kazuma. Quest'ultimo, recatosi sul luogo della morte di Suzuha, s'imbatte in Yukine, che, appresa la morte dell'amico, segue per sbaglio Kazuma nel Takamagahara e si scontra con Bishamon. La dea minaccia subito lo strumento di Yato, ma tra i due si frappone Kazuma, che per questo viene esiliato e riceve ospitalità da Kofuku. Successivamente, Yato e Hiyori vengono attaccati da Aiha e da alcuni ayakashi con la maschera, che mettono in fuga il dio e catturano lo spirito della ragazza. Sul luogo giungono sia Kugaha che Kazuma; nonostante quest'ultimo cerchi di fermarlo, il medico mette k.o. lui e Hiyori, rinchiudendoli in una prigione del palazzo di Bishamon nel Takamagahara. Il corpo di Hiyori, rimasto sulla Terra, rischia di morire se la ragazza non tornerà in tempo, quindi Kazuma cerca di liberarli dalla prigionia; nel frattempo, le racconta di come Yato uccise gli strumenti di Bishamon del clan "Ma" per salvare la dea dalla corruzione. Yato e Yukine, appreso del rapimento, si recano nel palazzo per liberare l'amica; il piano di Kugaha, infatti, prevede di far uccidere la propria dea dal dio nemico. Durante lo scontro, Sekki si erge in difesa di Yato e va in frantumi. |                                                                             |                                                                                        |                                                                             |
| 6  | 15 febbraio 2013 | ISBN 978-4-06-371366-4                                                      | 7 novembre 2015 (GP Publishing) 28 settembre 2017 (Planet Manga)                       | ISBN 978-88-6883-207-0                                                      |
| 6  | Capitoli - 20. Preghiere e maledizioni divine (神祝き、呪きき?, Kamuhosaki, hosakiki) - 21. Non scomparire... resta al mio fianco! (消えないで、傍にいて?, Kienai de, soba ni ite) - 22. Ciò che va fatto (為すべきこと?, Nasubeki koto) - 23. La guida (道標?, Michishirube) |                                                                             |                                                                                        |                                                                             |
| 6  | Trama Il nome di Yukine, nonostante sia andato in frantumi, non scompare; lo strumento, infatti, si trasforma in un Tesoro Sacro, uno Strumento Divino che giura assoluta fedeltà al suo padrone, così come successe a Kazuma con Bishamon. Sekki si trasforma quindi in una doppia spada e il combattimento con Bishamon continua; la dea viene quasi sopraffatta quando la corruzione che Kugaha aveva nascosto con le medicine emerge. Inoltre, il medico libera nel palazzo un ayakashi con maschera, che inizia a divorare gli altri strumenti rifugiatisi all'interno. Yato sta per uccidere Bishamon, quando sopraggiungono Hiyori e Kazuma, liberati da Kuraha, che fermano lo scontro. La dea, tuttavia, è talmente fuori di sé da attaccare ancora Yato, che questa volta viene protetto dallo stesso Kazuma. Ferito lo strumento, Bishamon riprende coscienza, libera Kugaha dal suo nome rendendolo un randagio e uccide l'ayakashi e i suoi strumenti divorati. Tornati sulla Terra, Yato decide di recidere i legami tra lui e Hiyori; la ragazza, dunque, si risveglia nel suo corpo non ricordando apparentemente niente. Tramite un flashback, si vede il passato di Kazuma e il suo percorso accanto a Bishamon, fino alla distruzione del clan "Ma". La corruzione provocata alla dea alla fine fu dovuta a un senso di malessere comune che logorò tutti gli strumenti. Nel presente, Kazuma si sveglia dalla convalescenza e risana il legame con Vina; lei e i suoi strumenti rimasti lavorano su un modo per non far mai più ripetere una disgrazia simile. |                                                                             |                                                                                        |                                                                             |
| 7  | 17 giugno 2013 | ISBN 978-4-06-371379-4                                                      | 26 ottobre 2017                                                                        | —                                                                           |
| 7  | Capitoli - 24. Sempre (ずっと一?, Zuttou) - 25. La maledizione del tocco divino (触った神の祟り?, Sawatta kami no tatari) - 26. Come si celebra un dio (神様の祀リ方?, Kamisama no matsuri kata) - 27. Lavoro e karma (業と業?, Gyō to gō) |                                                                             |                                                                                        |                                                                             |
| 7  | Trama Hiyori ha iniziato la sua vita da liceale e si è rifiutata di vedere il legame con Yato e Yukine reciso, preferendo non tradire la sua promessa e rimanendo con loro. Durante un hanami sotto l'albero di Suzuha, Yato, Yukine e Hiyori vengono raggiunti da Bishamon, Kofuku e i loro strumenti divini; in questo modo, i due dèi della guerra cercano di riappacificarsi, anche se, nel frattempo, il Takamagahara è in subbuglio per la questione degli ayakashi con la maschera. Intanto, la vita da liceale di Hiyori viene irrimediabilmente segnata da Yato, che prende possesso del suo corpo e dà spettacolo in giro per la scuola. Yukine, invece, inizia a capire la sua importanza come strumento e come guida del suo dio, e così cerca di diventare più forte allenandosi con Kazuma. Inoltre, grazie al piccolo tempio costruito da Hiyori, Yato diventa ufficialmente un dio e può andare liberamente nel Takamagahara. Una sera, però, il dio riceve un messaggio da parte di Nora, che lo coinvolge in una richiesta di loro Padre. |                                                                             |                                                                                        |                                                                             |
| 8  | 17 ottobre 2013 | ISBN 978-4-06-371394-7                                                      | 23 novembre 2017                                                                       | —                                                                           |
| 8  | Capitoli - 28. Il dio della sventura (禍津神?, Magatsukami) - 29. Ciò che accade nei tre mondi (三つの国の諸事情?, Mittsu no kuni no sho jijō) - 30. Il suono che taglia il filo (糸の切れる音?, Ito no kireru oto) - 31. Genitori e figli (親なり、子なり?, Oya nari, konari) |                                                                             |                                                                                        |                                                                             |
| 8  | Trama Yato non torna da una settimana, e mentre Hiyori cerca di capirne il motivo, Yukine continua a studiare ed allenarsi. La ragazza, inoltre, viene coinvolta nella vita amorosa di un'amica e conosce Koto Fujisaki, un affascinante compagno di liceo che sembra avere un interesse per lei. Nel Takamagahara, intanto, il dio Ebisu, dopo aver tentato di usare la maschera su un ayakashi, viene accusato dall'assemblea divina di essere il responsabile dietro agli attacchi degli spettri. Il dio si trova infatti nello Yomi per scoprire come diventare un artefice perfetto delle maschere, e viene raggiunto da Yato e Nora, poiché il Padre ha promesso a Yato la libertà dopo quell'ultimo compito: salvare Ebisu. Hiyori viene invitata per un appuntamento a tre in un parco divertimenti; durante la giornata, la ragazza inizia a dimenticarsi di Yato e Yukine, fino a non ricordarseli affatto. Inoltre, Fujisaki rivela i suoi sentimenti per lei, baciandola. Il giorno successivo, Yukine la va a trovare e i suoi ricordi riaffiorano, così la ragazza va a cercare Yato. Il dio è ancora nello Yomi con Ebisu, che inizia ad essere trafitto poiché nel Takamagahara i suoi strumenti stanno venendo uccisi dagli stessi ayakashi mascherati creati, imprigionati insieme grazie a un rituale incentrato sulla canzone Kagome Kagome. I due dèi, comunque, raggiungono colei che può donare la "parola dello Yomi": Izanami. |                                                                             |                                                                                        |                                                                             |
| 9  | 17 dicembre 2013 | ISBN 978-4-06-358478-3 (ed. limitata) ISBN 978-4-06-371402-9 (ed. regolare) | 14 dicembre 2017                                                                       | —                                                                           |
| 9  | Capitoli - 32. Ammaliatrice (誘な女?, Izanami) - 33. Colui che porta il martello di pietra (イシ椎い持ち?, Ishi tsutsui mochi) - 34. Un'antica speranza (斯く在りし望み?, Kaku arishi nozomi) - 35. Morte (死?, Shi) |                                                                             |                                                                                        |                                                                             |
| 9  | Trama Izanami, la regina dello Yomi nonché madre di Ebisu, si presenta agli ospiti con l'aspetto della donna con cui si trovano meglio. La dea, in cambio della parola dello Yomi, cioè un pennello in grado di disegnare maschere sugli ayakashi e di controllarli, cerca di catturare uno dei due dèi al fine di tenerlo con sé per l'eternità. Hiyori e Yukine apprendono che Yato si trova nello Yomi con Nora, dunque la ragazza si reca dove si crede esserci l'ingresso per l'Aldilà. Mentre Yato ed Ebisu cercano di fuggire da Izanami, nel Takamagahara gli strumenti di Ebisu sono stati quasi annientati; i Sette Dèi della Fortuna si liberano dal luogo in cui erano stati rinchiusi dal Cielo per controllarli; Bishamon si dirige quindi verso l'ingresso dello Yomi, per aiutare Ebisu ed evitare la punizione divina. Dopo aver fronteggiato Kugaha, Hiyori e Yukine arrivano all'ingresso dell'Aldilà. Ebisu è riuscito ad aprire un varco che gli ha permesso di uscire dallo Yomi, mentre Yato non è ancora riuscito a liberarsi del tutto. Una volta fuori, Ebisu si trova di fronte una schiera di dèi pronti a punirlo, tra cui Takemikazuchi, che scaglia contro di lui il suo Strumento Oki. A difesa di Ebisu arriva Bishamon, che grazie a Choki sconfigge Oki; Takemikazuhi, però, riesce comunque a uccidere Ebisu con un escamotage. |                                                                             |                                                                                        |                                                                             |
| 10 | 13 febbraio 2014 17 febbraio 2014 | ISBN 978-4-06-358479-0 (ed. limitata) ISBN 978-4-06-371412-8 (ed. regolare) | 18 gennaio 2018                                                                        | —                                                                           |
| 10 | Capitoli - 36. Vincolo (呪縛?, Jubaku) - 37. Una voce che ti chiama (君の呼ぶ声?, Kimi no yobu koe) - 38. Una promessa (約束したから?, Yakusoku shitakara) - 39. Finora e d'ora in avanti (コレマデとコレカラ?, Koremade to korekara) |                                                                             |                                                                                        |                                                                             |
| 10 | Trama Il cielo ha punito Ebisu, e sul luogo giungono anche Kofuku e Daikoku, i quali aprono un varco per permettere a Bishamon di salvare Yato. Il dio è ormai sfinito e corrotto, imprigionato dai capelli di Izanami, ma Nora gli assicura che il Padre verrà a salvarli. Giunta sul posto, Bishamon si scontra con difficoltà con Izanami. In superficie, una figura misteriosa rivela a Kofuku come riportare indietro gli dèi dallo Yomi: un umano deve pronunciare i loro veri nomi. Hiyori richiama allora Bishamonten ma, pronunciando Yato, non riesce a farlo uscire. Yato, infatti, ha nascosto a tutti il suo vero nome, Yaboku, ma Hiyori riesce infine a chiamarlo pensando alla doppia lettura dei kanji del suo nome. Al palazzo di Bishamon, Yato incontra il nuovo Ebisu e gli parla della persona che era il suo predecessore. Ripresosi, Yato libera Nora e cerca di farsi perdonare da Yukine. Gli dèi della Fortuna, intanto, grazie alla confessione di Kugaha, vengono a conoscenza della figura del Padre e capiscono che Ebisu non era il vero artefice. Nel mondo reale, il Padre ha recuperato la "parola dello Yomi" e si scopre essere Fujisaki, il compagno di Hiyori. |                                                                             |                                                                                        |                                                                             |

## Volumi 11-20
| 11 | 17 luglio 2014 | ISBN 978-4-06-358480-6 (ed. limitata) ISBN 978-4-06-371430-2 (ed. regolare) | 15 febbraio 2018  |
| 11 | Capitoli - 40. Il "non detto" (恐み恐みも白さず?, Kashikomi kashikomi mo mōsazu) - 41. La foto insieme (一緒に写真を?, Issho ni shashin wo) - 42. Causa solo disastri (厄災しか起こせない?, Yakusai shika okosenai) - 43. Segreti (秘め事?, Himegoto)                                         |                                                                             |                   |
| 12 | 17 novembre 2014 | ISBN 978-4-06-371448-7                                                      | 15 marzo 2018     |
| 12 | Capitoli - 44. Recidere + Legare (斬り＋結ぶ?, Kiri + musubu) - 45. Il tempo passato (触れにし経ること?, Fure ni shi furu koto) - 46. Giochi da bambini (わらわあそび?, Warawa asobi) - 47. Tabù (禁忌?, Kinki)                                                                               |                                                                             |                   |
| 13 | 17 aprile 2015 | ISBN 978-4-06-371460-9                                                      | 12 aprile 2018    |
| 13 | Capitoli - 48. Ciò che mi piace di te... (わたしの好きなアナタ?, Watashi no suki na anata) - 49. Sparate... senza fermarvi! (撃ちてし止まむ?, Uchiteshi yamamu) - 50. Il momento del faccia a faccia (向き合うとき?, Mukiau toki) - 51. Salvezza (救い?, Sukui)                               |                                                                             |                   |
| 14 | 17 settembre 2015 | ISBN 978-4-06-371483-8                                                      | 10 maggio 2018    |
| 14 | Capitoli - 52. Higan e Shigan (彼岸と此岸?, Higan to shigan) - 53. Una qualche somiglianza (どこか似ている?, Dokoka nite iru) - 54. Ciò che si vede... Ciò che giunge... (見えるもの、やって来るもの?, Mieru mono, yattekuru mono) - 55. Tagliare e gettar via (斬りｘ捨てる?, Kiri x suteru) |                                                                             |                   |
| 15 | 17 novembre 2015 | ISBN 978-4-06-358774-6 (ed. limitata) ISBN 978-4-06-371494-4 (ed. regolare) | 14 giugno 2018    |
| 15 | Capitoli - 56. Persuasioni (言趣け?, Gen-omomuki ke) - 57. Dove porta la lealtà (忠の行き先?, Chū no ikisaki) - 58. Intrecciarsi senza incontrarsi (絡みあい、すれ違う?, Karamiai, surechigau) - 59. Quelli che non obbediscono (まつろわぬ者?, Matsuro wanu mono)                            |                                                                             |                   |
| 16 | 17 marzo 2016 | ISBN 978-4-06-358775-3 (ed. limitata) ISBN 978-4-06-392515-9 (ed. regolare) | 19 luglio 2018    |
| 16 | Capitoli - 60. Ciò che fa il cielo (天の為すこと?, Ten no nasu koto) - 61. Rivolta (叛徒?, Hanto) - 62. La lotta, l'orgoglio, la rottura (鉾、誇り、綻び?, Hoko, hokori, hokorobi) - 63. Gioia (愉悦?, Yuetsu)                                                                                |                                                                             |                   |
| 17 | 15 luglio 2016 | ISBN 978-4-06-392531-9 (ed. limitata) ISBN 978-4-06-371494-4 (ed. regolare) | 16 agosto 2018    |
| 17 | Capitoli - 64. Miei amati... (いとしきひとよ?, Itoshiki hito yo) - 65. Giorno fausto (カ日?, Kanichi) - 66. Fuoco sotto la cenere (埋み火?, Uzumibi) - 67. Ciò che è mio (己がもの?, Onore ga mono)                                                                                           |                                                                             |                   |
| 18 | 17 febbraio 2017 | ISBN 978-4-06-392567-8 (ed. limitata) ISBN 978-4-06-371494-4 (ed. regolare) | 20 settembre 2018 |
| 18 | Capitoli - 68. La strada di casa (家路?, Ieji) - 69. Strumenti divini (神器?, Shinki) - 70. Sopra (上?, Jō) - 71. Vite in gioco (いのち賭して?, Inochi to shite) |                                                                             |                   |
| 19 | 17 agosto 2018 | ISBN 978-4-06-392587-6                                                      | 24 gennaio 2019   |
| 19 | Capitoli - 72. No! (不?, Zu) - 73. Quando si sentono le grida... (悲鳴が聞こえたら?, Himei ga kikoetara) - 74. Regalo (おくりもの?, Okurimono) - 75. E poi lui... (そうして彼は―?, Sōshite kare wa—)                                                                                          |                                                                             |                   |
| 20 | 15 febbraio 2019 | ISBN 978-4-06-514491-6 (ed. limitata) ISBN 978-4-06-514492-3 (ed. regolare) | 4 luglio 2019     |
| 20 | Capitoli - 76. Ciò a cui non si può rinunciare (捨てらわめ?, Sute ra wame) - 77. Ciò a cui si può rinunciare (捨てらわる?, Sute ra waru) - 78. Quello che si desidera (欲しいもの?, Hoshīmono) - 79. Quell'amore, quest'amore (彼の愛、此の愛?, Kare no ai, kono ai)                          |                                                                             |                   |

## Volumi 21-27
| 21 | 17 ottobre 2019 | ISBN 978-4-06-514491-6                                                      | 9 aprile 2020    |
| 21 | Capitoli - 80. Parole (てとの端?, Koto no wa) - 81. Solo (ひとり?, Hitori) - 82. Il momento di andare avanti (前へ進む秋?, Mae e susumu toki) - 83. Un mondo spaccato (裂ける世界?, Sakeru sekai)                   |                                                                             |                  |
| 22 | 17 giugno 2020 | ISBN 978-4-06-519753-0                                                      | 10 dicembre 2020 |
| 22 | Capitoli - 84. Nora (野良?, Nora) - 85. Voglio incontrarti (会いたい?, Aitai) - 86. La scatola (箱?, Hako) - 87. La strada che conduce verso le tenebre (闇に至る途?, Yami ni itaru to)                             |                                                                             |                  |
| 23 | 17 febbraio 2021 | ISBN 978-4-06-522100-6                                                      | 12 agosto 2021   |
| 23 | Capitoli - 88. Ragioni (理由?, Riyū) - 89. L'eco delle parole (言の葉の響き?, Koto no ha no hibiki) - 90. Devo incontrarti (会わなくちゃ?, Awanakucha) - 91. La cosa giusta (正しいことを?, Tadashī koto o)         |                                                                             |                  |
| 24 | 15 ottobre 2021 (ed. regolare & speciale) | ISBN 978-4-06-524859-1 (ed. regolare) ISBN 978-4-06-523373-3 (ed. speciale) | 31 marzo 2022    |
| 24 | Capitoli - 92. L'alba (夜明けは?, Yoake wa) - 93. La direzione da prendere (むく先?, Muku saki) - 94. Speranza (希望?, Kibō) - 95. La rete si stringe (包囲網?, Hōimō)                                              |                                                                             |                  |
| 25 | 16 giugno 2022 | ISBN 978-4-06-527772-0                                                      | 13 ottobre 2022  |
| 25 | Capitoli - 96. Chiama il suo nome (名前を呼んで?, Namae o yonde) - 97. Il salvatore (救主?, Sukuinushi) - 98. Legge (理?, Ri) - 99. Haru e Yuki (ハルと雪?, Haru to Yuki)                                           |                                                                             |                  |
| 26 | 16 febbraio 2023 | ISBN 978-4-06-530535-5                                                      | 10 agosto 2023   |
| 26 | Capitoli - 100. Neve che volteggia in primavera (春に舞う雪?, Haru ni mau yuki) - 101. Per il bene di chi (誰がために?, Daregatameni) - 102. Fune di sicurezza (命綱?, Inochidzuna) - 103. Ricordi (追憶?, Tsuioku) |                                                                             |                  |
| 27 | 12 febbraio 2024 | ISBN 978-4-06-534201-5                                                      | 11 luglio 2024   |
| 27 | Capitoli - 104. (国?, Kuni) - 105. (狭間なき世?, Hazamanaki yo) - 106. (さがしもの?, Sagashimono) - 107. (白?, Shiro) - 108. (夜ト神?, Yatogami)                                                                    |                                                                             |                  |